# Dölla
Dölla ist eine Ortschaft und eine Katastralgemeinde der Marktgemeinde Artstetten-Pöbring im Bezirk Melk in Niederösterreich. Die Ortschaft hat 56 Einwohner (Stand 1. Jänner 2024).

## Geografie
Das Dorf liegt nordöstlich von Pöbring und östlich des Weinberges (522 m ü. A.). Durch den Ort führt die Landesstraße L7226. Zur Ortschaft gehört auch der Weinberghof unmittelbar unterhalb des Weinberges.

## Geschichte
Im Jahr 1822 wurde der Ort als Dorf mit 14 Häusern genannt, das nach Pöbring eingepfarrt war, wohin auch die Kinder eingeschult wurden. Die Herrschaft Artstetten besaß die Ortsobrigkeit und besorgte die Konskription. Die Landgerichtsbarkeit wurde von der Herrschaft Leiben ausgeübt. Die Untertanen und Grundholde des Ortes gehörten den Herrschaften Artstetten und Leiben.
Laut Adressbuch von Österreich waren im Jahr 1938 in Dölla ein Schuster, ein Viktualienhändler und ein Landwirt mit Direktvertrieb ansässig.
Bis zur Konstituierung der Gemeinde Artstetten-Pöbring war der Ort ein Teil der damaligen Gemeinde Pöbring.